# Alberto Adriani
Alberto Adriani è un comune (municipio) del Venezuela situato nello Stato del Mérida.
Il capoluogo del comune è la città di El Vigía.